# 袁渙
袁 渙（えん かん、生没年不詳）は、後漢末期の政治家。字は曜卿。豫州陳郡扶楽県（現在の河南省太康県）の人。父は袁滂（後漢の司徒）。子は袁侃・袁㝢・袁奥・袁準。子孫に袁瓌・袁宏・袁耽ら。袁紹ら汝南袁氏と直接の繋がりはない。

## 事跡

### 袁術・呂布の配下として
若い頃から地方官を歴任した。建安元年（196年）、劉備から茂才（秀才）に推薦された後、袁術に仕えた。常に正論でもって談し、袁術から敬意を持って遇された。
しかし建安2年（197年）、袁渙は袁術が呂布に敗戦した際に捕虜となってしまい、そのまま呂布に仕えることになった。ある時、呂布が袁渙に劉備を罵倒する手紙を書かせようとしたが、袁渙はこれを拒否した。このため呂布は武器を袁渙に突き付け、無理やり書かせようとした。しかし袁渙が顔色を変えることなく、逆に冷静さをもって「人を辱めるのに文書でもってしても、その人（劉備）の徳が高ければ対する者（呂布）が辱められるのです」と説得したため、呂布は恥じ入って引き下がった。
建安3年（198年）12月、呂布が曹操に滅ぼされた。陳羣ら他の降伏者たちが曹操に平伏する中、袁渙だけは曹操と対等の挨拶をした。また、曹操は降伏者に物資を分け与えた。この時、他の者が車一杯に物資を詰め込む中、袁渙は書籍数百巻と僅かの食料を引き取っただけだった。これらにより、袁渙は曹操から大いに尊重されたという。

### 曹操配下としての実績
曹操の下では、沛郡南部都尉・梁国相・諫義大夫兼丞相軍祭酒・郎中令兼行御史大夫事を歴任し、主に内政面で献策を行なった。忠直の士として名声が高く、清貧にして慎重な人柄であり、教化訓戒を第一に心がける政治を行なって、人民から慕われた。また、ある時に劉備が死んだとの噂が伝えられたが、他の諸官が慶賀する中で、一人それに与しなかった。
袁渙が亡くなると、曹操は涙を流して悲しんだ。没年は不詳であるが、曹操が魏王となった建安21年（216年）から曹操が没した建安25年（220年）までの、いずれかの年と考えられる。東晋の袁宏の「三国名臣序賛」（『文選』所収）では魏の9人、蜀の4人、呉の7人が名臣として賞賛されており、その中に名を挙げられている。
なお、小説『三国志演義』には登場しない。